# رشدی رچبر
روشتو رچبر دروازه‌بان سابق تیم ملی فوتبال ترکیه و تیم باشگاهی فنرباغچه است. او در سال ۱۹۷۳ متولد شده و سابقهٔ بازی در تیمهای بشیکتاش و بارسلونا را نیز در کارنامه دارد.
روشتو در سال ۱۹۹۴ و در ۲۱ سالگی به تیم ملی فراخوانده شد و در مسابقات یورو ۹۶ و یورو ۲۰۰۰ و یورو ۲۰۰۸ و همچنین در جام جهانی ۲۰۰۲ از دروازهٔ ترکیه محافظت نمود. او در سال ۲۰۰۲ به عنوان دروازه‌بان سال اروپا شناخته شد و پس از آن راهی تیم فوتبال بارسلونا اسپانیا گردید. وی در سال ۲۰۰۷ از تیم فنرباغچه جدا شد و به بشیکتاش پیوست.